# مدینه، میشیگان
مدینه (به انگلیسی: Medina Township) یک منطقهٔ مسکونی در ایالات متحده آمریکا است که در شهرستان لناوی، میشیگان واقع شده‌است.
 مدینه ۱۲۳٫۴ کیلومتر مربع مساحت و ۱٬۲۲۷ نفر جمعیت دارد و ۲۴۳ متر بالاتر از سطح دریا واقع شده‌است.